# Anna Köttgen
Anna Köttgen (* 22. Oktober 1974 als Anna Hopf) ist eine deutsche Medizinerin und Hochschullehrerin an der Albert-Ludwigs-Universität Freiburg.

## Leben und Wirken
Köttgen, geborene Hopf, studierte ab 1994 Humanmedizin an der Universität Freiburg. Nach ihrem Studienabschluss 2001 und ihrem Praktikum wurde sie 2001 zur Ärztin approbiert. 2002 wurde sie mit der Schrift Mechanismen der CFTR-vermittelten Hemmung des epithelialen Na+-Kanals in Freiburg zur Dr. med. promoviert. Von 2005 bis 2009 wirkte sie an der Johns Hopkins Bloomberg School of Public Health und erwarb dort den Titel des Masters of Public Health. Nach einer Tätigkeit als Assistenzwissenschaftlerin wurde sie 2009 an der Johns Hopkins University Adjunct Professor. 2010 kehrte Köttgen an die Universität Freiburg zurück und wurde am dortigen Universitätsklinikum Gruppenleiterin in der Klinik für Innere Medizin IV (Nephrologie). 2011 habilitierte sie sich in Freiburg und erhielt die venia legendi für experimentelle Medizin. Seit 2015 ist sie Mitglied verschiedener US-amerikanischer Komitees zur Diagnostik und Prognostik von chronischem Nierenversagen sowie internationaler Forschungsverbände. 2016 trat Köttgen die Heisenberg-Professur für Genetische Epidemiologie an. Seit 2017 ist sie zudem Direktorin des Freiburger Instituts für Genetische Epidemiologie. 2021 wurde sie zum Mitglied in die Deutsche Akademie der Naturforscher Leopoldina gewählt.
Köttgens Forschungsschwerpunkte liegen vorwiegend in der genetischen Epidemiologie. Hierbei konzentriert sie sich vorwiegend auf die Erforschung komplex genetischer Merkmale und Erkrankungen, mit einem Fokus auf Erkrankungen der Niere und des Stoffwechsels. Vor allem durch Metastudien und die Koordinierung der gewonnenen genetischen, molekularen und klinischen Daten gelangen wesentliche Erkenntnisse zur Physiologie der Niere. Hierbei konnte eine Vielzahl bisher unbekannter Risikogene für Nierenerkrankungen und metabolische Erkrankungen wie Gicht identifiziert werden. Seit 2021 leitet sie an der Universität Freiburg als Sprecherin den Sonderforschungsbereich 1453 NephroGenetics. In Zusammenarbeit mit 16 weiteren Forschungsgruppen widmet sie sich der Erforschung monogener und komplexer genetischer Nierenkrankheiten. Ziel ist es, Moleküle und Signalwege zu identifizieren und zu charakterisieren, um die Prävention und Behandlung von Nierenkrankheiten zu verbessern. Für ihre Grundlagenforschung in diesem Bereich erhielt Köttgen gemeinsam mit Hans-Georg Rammensee 2020 den Landesforschungspreis Baden-Württemberg.